# Мастос

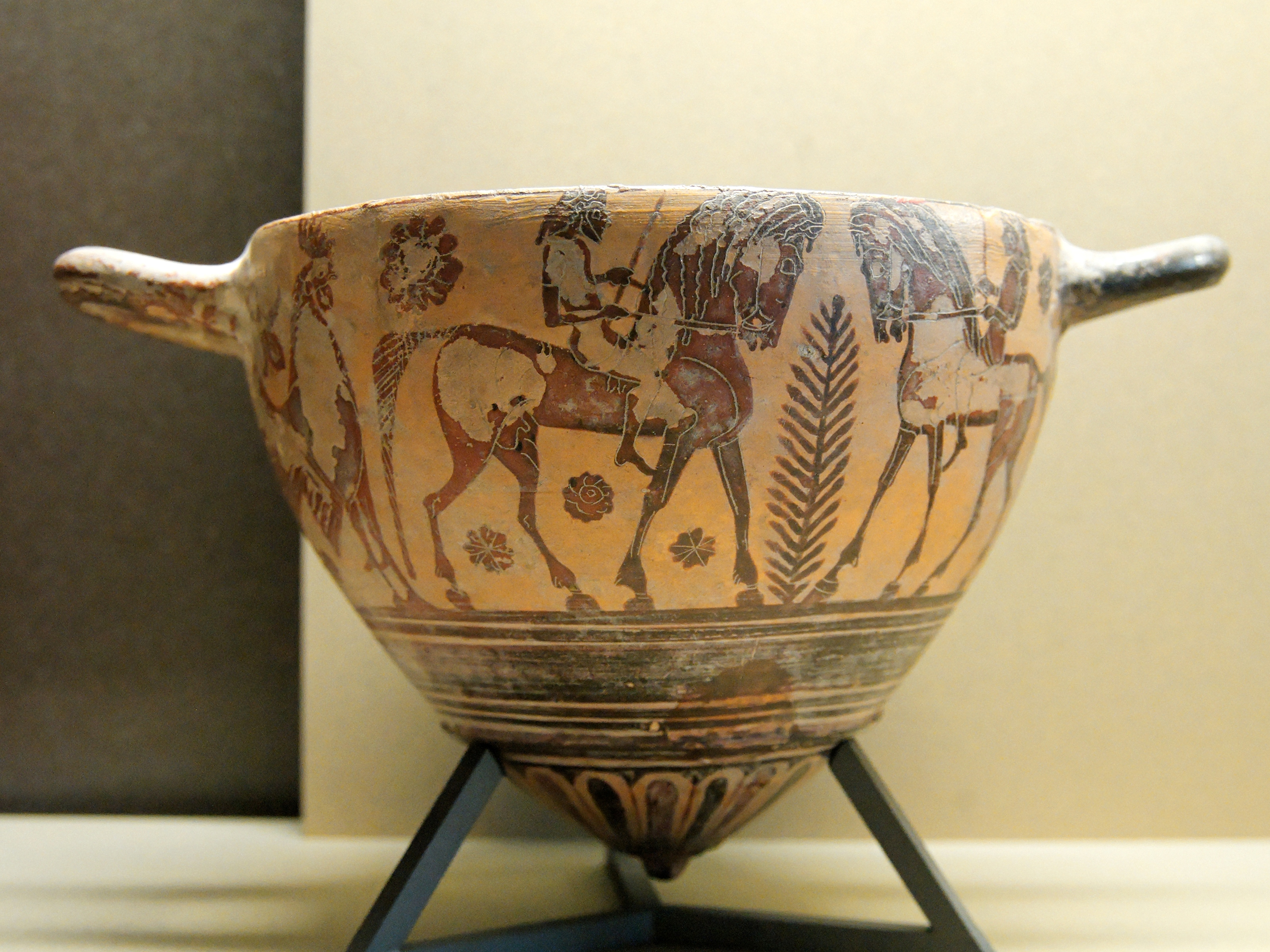
Коринфський чорнофігурний мастос

Мастос (грец. μαστος — жіночі груди) — давньогрецька посудина, що використовувалась для пиття вина. Формою мастос схожий на жіночі груди (звідси і назва грец. μαστος), тобто не має плаского дна.
Винахідливі греки спеціально сконструювали кубок так, аби неможливо було покласти мастос на стіл, допоки вино не допите до дна.